# Groenkeeltangare
De groenkeeltangare (Stilpnia argyrofenges synoniem: Tangara argyrofenges) is een zangvogel uit de familie Thraupidae (tangaren). 

## Verspreiding en leefgebied
Deze soort telt 2 ondersoorten:
- S. a. caeruleigularis: van zuidoostelijk Ecuador tot centraal Peru.
- S. a. argyrofenges: westelijk en centraal Bolivia.